# Linnulaht
Linnulaht är en sjö i Estland.   Den ligger i kommunen Kaarma vald och landskapet Saaremaa (Ösel), i den västra delen av landet, 190 km sydväst om huvudstaden Tallinn. Arean är 0,47 kvadratkilometer. Linnulaht ligger vid sjön Mullutu-Suurlaht.  Den sträcker sig 1,3 kilometer i nord-sydlig riktning, och 1,0 kilometer i öst-västlig riktning.